# 쏘가리
쏘가리(영어: golden mandarin fish 또는 leopard mandarin fish)는 검정우럭목 쏘가리과에 속하는 민물고기이다.

## 개요
몸길이는 계속 성장하여 70cm 이상 자라고 머리가 길고 입이 크다. 머리와 등에 세로의 무늬가 있으며 옆으로는 매화무늬가 있는 아름다운 물고기로서 금린어라고도 했다. 맛이 돼지고기만큼 좋다고 하여 이만영의 재물보에는 ‘수돈’(水豚)으로 적혀 있다.

## 생태
한국 강계의 최상위 포식자의 대표적 민물고기로 강의 중상류에 물이 맑고 물 흐름이 비교적 빠른 곳에서 먹이활동을 잘하며 바위 사이나 바위 밑에서 은신을 한다. 식성은 육식성으로, 작은 물고기·새우 등을 잡아먹는다. 야행성으로 활동력이 강하여 바위 사이에 숨어서 먹이가 나타나기를 기다려 먹기도 하며, 수온이 오르는 봄부터 가을까지는 주로 여울에서 아침 저녁에 피딩을 한다. 겨울에는 활동을 하지 않다가 3월경이 되면 먹이를 찾기 시작한다. 이 때부터 움직임이 활발해지며 몸도 점차 살이 찌는데, 가을까지 이러한 활동을 계속한다. 수온이 내려가는 늦가을부터 다시 조용해지며, 겨울잠을 자면서 겨울을 난다.

## 번식
산란기는 5-6월로 돌이나 모래가 깔린 여울상목에서 암컷 한 마리와 여러 마리의 수컷이 동시에 산란을 한다.

## 먹이
어릴 때에는 주로 물벼룩 등을 먹다가 점차 자신의 몸크기에 맞게 물고기를 먹는데, 심지어 자신의 몸길이의 반 이상인 물고기도 먹는다. 평생 작은 물고기와 새우를 잡아먹는다. 살은 두껍고 잔 가시가 없으며, 맛이 담백하여 민물고기 중에서 맛이 가장 뛰어나다고 할 수 있다. 한국과 중국 등지에 분포하며 가을에 가장 맛이 좋다.

## 황쏘가리
쏘가리 중에 특히 백화현상으로 황금빛을 띠는 종류를 황쏘가리라 부르는데, 한강의 황쏘가리는 대한민국의 천연기념물로 지정되어 있다.

## 양식
경남 산청군 단성면에 있는 한국 쏘가리연구소 김진규 소장이 인공사료와 1급수로 만드는 양식시설을 개발해 쏘가리 양식에 성공했다.